# Vladimir Petkov

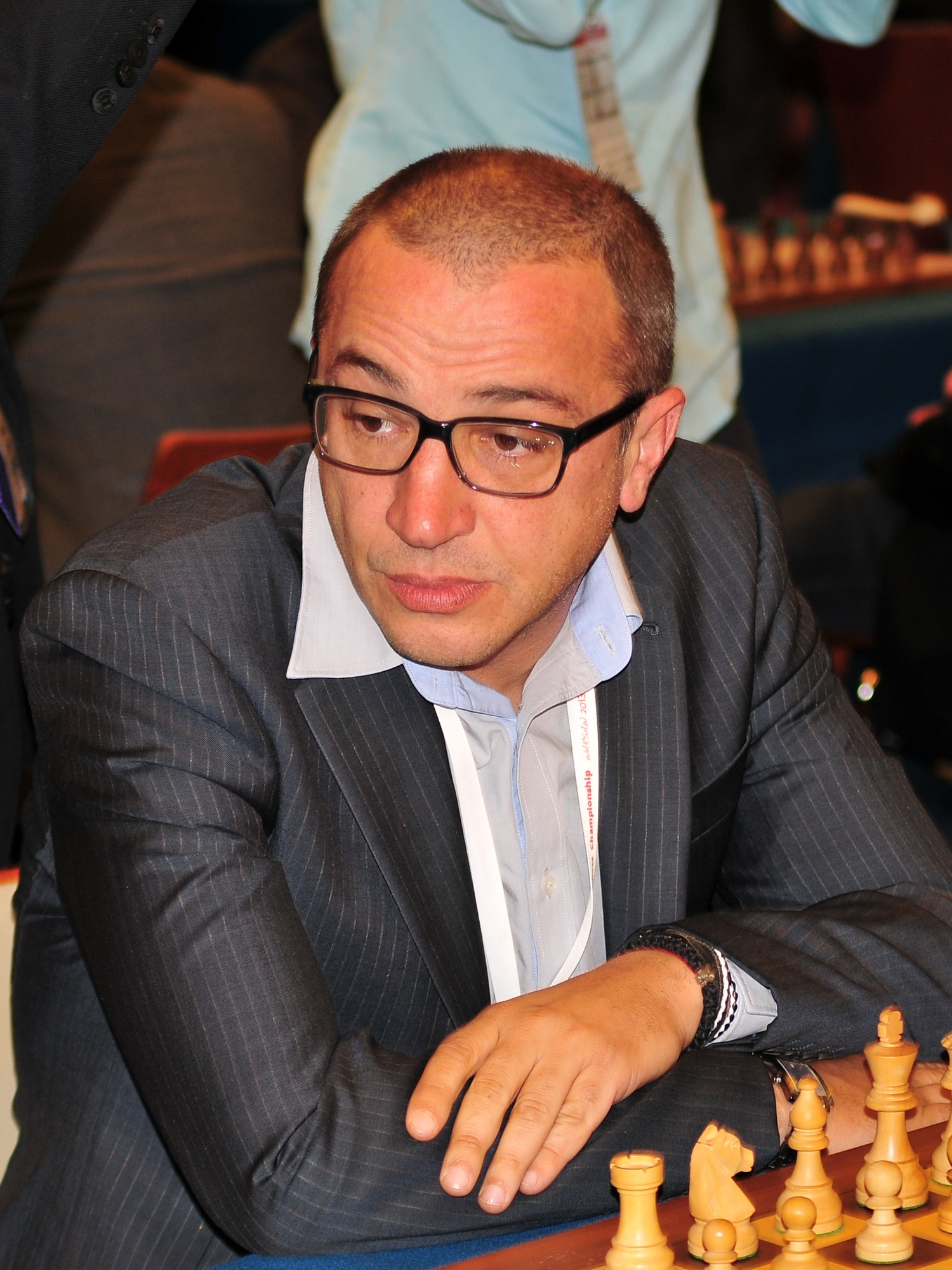
Vladimir Petkov (2013)

Vladimir Petkov (Bulgaars: Владимир Петков) (Vidin, 26 juli 1971) is een Bulgaarse schaker met een FIDE-rating van 2500 in 2006 en met deze zelfde rating in 2017. Hij is, sinds 2007, een grootmeester (GM).
In februari 2004 werd hij tweede bij het Open Bulgaarse schaakkampioenschap. In 2004 won hij het Donau Open toernooi en behaalde hij de titel Internationaal Meester (IM). Van 23 mei t/m 3 juni 2005 speelde hij mee in het toernooi om het 69e kampioenschap van Bulgarije in Pleven en eindigde met 8.5 punt uit 13 ronden op de vierde plaats. Het toernooi werd met 9.5 punt gewonnen door Ivan Tsjeparinov. In 2006 was hij bij de Schaakolympiade ingedeeld aan het reservebord van het Bulgaarse team, hij scoorde 1 pt. uit 3 partijen. In 2007 werd hij grootmeester.
In 2009 nam hij, met in totaal 156 schakers, deel aan het Palma Open toernooi, daarbij eindigend op plaats 38. In november 2009 werd hij vierde in de A-groep van het Waling Dijkstra toernooi. In januari 2014 won hij met 7 pt. uit 9 het tweede "Winter Sea Deluxe Open" toernooi in Gabicce Mare. In oktober 2014 won hij met 8 pt. uit 9 het "Montigny Masters" toernooi. In december 2015 won Petkov, na tie-break, het "Magari" toernooi in Siena.

## Externe koppelingen
- (en)   Informatie over schaakpartijen van Vladimir Petkov op ChessGames.com
- (en)   Informatie over schaakpartijen van Vladimir Petkov op 365chess.com
- (en)  FIDE-ratinggegevens voor Vladimir Petkov